# Kaitlyn Maher
Kaitlyn Ashley Maher (sinh ngày 10 tháng 1 năm 2004) là một ca sĩ và diễn viên người Mỹ sinh ra ở Michigan, và lớn lên tại Ashburn, Virginia. Vào năm 2008, khi mới bốn tuổi, cô xuất hiện trong mùa thứ ba của America's Got Talent và hát ca khúc "Somewhere Out There" trong phần dự thi của mình. Cô lọt vào tốp 10 của AGT mùa thứ 3, và là người nhỏ tuổi nhất làm được điều này. Kể từ thành công đó Maher tiếp tục xuất hiện trong các chương trình truyền hình trực tiếp như The Great Kids Expo ở Chantilly, Virginia ngày 25 tháng 10 năm 2008; trong buổi lẽ thắp sáng Cây thông noel quốc gia 2008, ngày 4 tháng 12 năm 2008, với sự tham dự của Tổng thống George W. Bush và hơn 7.000 quan khách; và trong Cherry Blossom Festival 2009 ngày 11 tháng 4 năm 2009. Vào ngày 3 tháng 10 năm 2009, Maher là nghệ sĩ mở màn cho chương trình từ thiện The Addi and Cassi Hempel Fund. Maher cũng xuất hiện trong phần quảng cáo của Harris Teeter tháng 12 năm 2008. Cô cũng được Compassion International chọn làm đại sứ nhí đầu tiên của tổ chức này, đến thăm trẻ em El Salvador cùng Compassion, gặp em bé được tài trợ, và thực hiện video âm nhạc cho bài hát "You Were Meant to Be" của cô.